# Catedral-Basílica de Nossa Mãe do Palmar Coroada
A Catedral-Basílica de Nossa Mãe do Palmar Coroada (em castelhano:  Catedral-Basílica de Nuestra Madre del Palmar Coronada) é uma igreja basílica em El Palmar de Troya, Espanha. A igreja, dedicada à Virgem Maria sob o título de Nossa Senhora do Palmar, serve como a única catedral e "igreja matriz" da Igreja Cristã Palmariana, uma seita católica independente cismática que não está em comunhão com a Igreja Católica Romana.[carece de fontes?]

## História
A catedral fica no local das supostas aparições de Nossa Senhora do Palmar. A construção da igreja começou em 1978 e foi concluída em 2014. A igreja foi construída como um "Vaticano espanhol" para o Papa da Igreja Cristã Palmariana, uma igreja católica conclavista que se separou da Igreja Católica Romana na década de 1970.
Dentro da catedral há quinze capelas dedicadas à Sagrada Família, à Santíssima Trindade, a São Francisco de Assis, às Almas do Purgatório, a Nossa Senhora do Perpétuo Socorro, a Santo Inácio de Loyola, a Cristo Rei, ao Santíssimo Sacramento, à Rainha do Céu, a São Domingos, a Santa Teresa de Lisieux, à Natividade de Nossa Senhora, a São José, a Elias e a São Padre Pio.
Em julho de 2016, ocorreu um incêndio no terreno da igreja.